# 고대 오리엔트 박물관

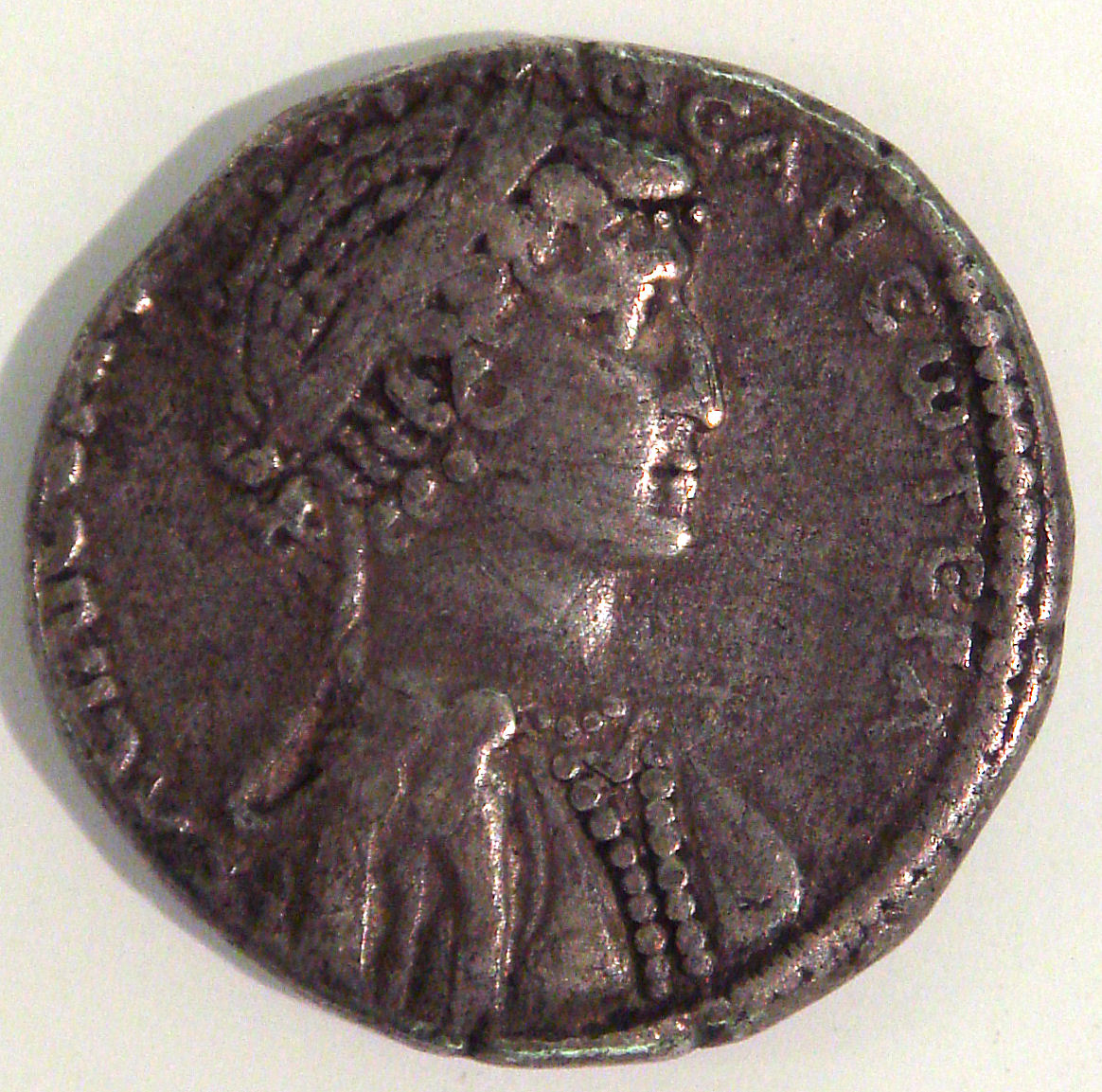
고대 오리엔트 박물관에 있는 물품

고대 오리엔트 박물관은 일본 도쿄도 도시마구 이케부쿠로 선샤인시티에 있는 박물관으로, 이집트, 메소포타미아 등 고대 오리엔트 문화유산을 수집, 전시하고 있다.

## 상세
고대 오리엔트에 관한 자료를 수집 전시하는 것이 주된 역할이며, 그에 관한 조사 연구도 실시하고 있다. 시리아와 우즈베키스탄 (다르베르진 테페 유적)에서 발굴 조사를 진행한 바 있다. 1978년 일본 최초의 오리엔트 전문 박물관으로 개관하였으며 서아시아와 중앙아시아 (실크로드)의 고고학 자료와 미술품 등 약 4000여점을 소장하고 있다.
개관 시간은 오전 10시에서 오후 5시까지이며, 휴관일은 전시물을 교체할 때나 연말 연시 휴일 때이다. 상설전시관의 입장료는 어른 600엔, 대학생과 고등학생 500엔, 중학생과 초등학생은 200엔이며 주말에는 학생 입장료를 받지 않는다.

## 연혁
- 1977년 3월 31일 - 재단법인 설립. 초대 이사장은 이마자토 히로키
- 1978년 10월 5일 - 정식 개관. 초대 관장에 에가미 나미오
- 2003년 5월 14일 - 에가미 나미오가 사망하면서 사쿠라이 기요히코가 제2대 관장에 취임.
- 2006년 6월 10일 - 이와사키 타쿠야가 제3대 관장에 취임.
- 2010년 2월 1일 - 공익 재단법인으로 전환.
- 2010년 6월 10일 - 나카타 이치로가 제4대 관장에 취임.
- 2016년 6월 14일 - 츠키모토 아키오가 제5대 관장에 취임.

## 교통
- JR 이케부쿠로역에서 도보 15 분
- 도쿄 메트로 히가시이케부쿠로 역에서 도보 6 분